# コーバン＝ゴンドルフ
コーバン＝ゴンドルフ (独: Kobern-Gondorf)はドイツ連邦共和国 ラインラント＝プファルツ州マイエン＝コブレンツ郡にある町村。
ウンターモーゼル連合自治体 (独: Verbandsgemeinde Untermosel) の行政庁所在地でもある。

## 地理

### 位置
モーゼル川の左岸、コブレンツから約17km、コッヘムから約33kmに位置している。隣接する自治体には、川上側にレーメン(Lehmen)、川下側にヴィンニンゲン(Winningen)がある。川向いにニーダーフェル(Niederfell)とディーブリヒ(Dieblich)がある。